# Рівне (Березівський район)
Рі́вне — село Розквітівської сільської громади у Березівському районі Одеської області в Україні. Населення становить 270 осіб. До 1945 р. — Камзетівка.

## Населення
Згідно з переписом 1989 року населення села становило 301 особа, з яких 135 чоловіків та 166 жінок.
За переписом населення 2001 року в селі мешкало 270 осіб. 100 % населення вказало своєю рідною мовою українську мову.